# Anders Schmidt Hansen
Anders Schmidt Hansen is een Deense golfprofessional, net als Anders Hansen.

## Professional
Hansen werd in 2003 professional. Hij bereikte dat jaar de Finals van de Tourschool en speelde in 2004 op de Europese Challenge Tour. Aan het einde van het seizoen was hij nummer 108 op de Order of Merit. Seizoen 2005 leverde een 42ste plaats op. In 2007 boekte hij in Oostenrijk zijn eerste overwinning en eindigde hij op de 28st plaats van de ranglijst.

### Gewonnen
Nordic League
- 1999: Scandic Hotel Danish Open (als amateur, met -5)
- 2007: Brundtland Open (-13)

Challenge Tour
- 2007: MAN NÖ Open (-11)[1]